# Giovanni Girolamo Romei Longhena
Giovanni Girolamo Romei Longhena (ur. 15 września 1865 w Reggio nell’Emilia, zm. 14 lutego 1944 w Brescii) – włoski arystokrata i generał, członek Komisji Międzysojuszniczej dla Polski, członek Komisji Rozjemczej Josepha Noulensa w czasie wojny polsko-ukraińskiej, szef Misji Wojskowej w Polsce, kawaler Orderu Virtuti Militari.
W 1879 roku ukończył szkołę kadetów, w 1883 roku szkołę wojskową, w 1896 roku akademię wojenną. Walczył w wojnie trypolitańskiej i I wojnie światowej. Od 1933 roku był senatorem, a od 1939 roku do śmierci wiceprzewodniczącym Senatu.

## Ordery i odznaczenia
- Krzyż Wielki Orderu Korony Włoch (dwukrotnie: 1930 i 1939)[2]
- Wielki Oficer Orderu Korony Włoch (1924)[2]
- Komandor Orderu Korony Włoch (1917)[2]
- Oficer Orderu Korony Włoch (1908)[2]
- Kawaler Orderu Korony Włoch (1904)[2]
- Wielki Oficer Orderu Świętych Maurycego i Łazarza (1932)[2]
- Komandor Orderu Świętych Maurycego i Łazarza (1923)[2]
- Oficer Orderu Świętych Maurycego i Łazarza (1920)[2]
- Kawaler Orderu Świętych Maurycego i Łazarza (1905)[2]
- Oficer Orderu Sabaudzkiego Wojskowego (1919)[2]
- Kawaler Orderu Sabaudzkiego Wojskowego (1919)[2]
- Krzyż Srebrny Orderu Wojskowego Virtuti Militari nr 9 (1921)[3]
- Wielka Wstęga Orderu Odrodzenia Polski[2]
- Krzyż Walecznych czterokrotnie[4]
- Wielka Wstęga Orderu Osmana[2]
- Wielka Wstęga Orderu Świętego Stanisława[2]
- Wielka Wstęga Orderu Nilu[2]
- Medal Zwycięstwa[2]